# Tryzna

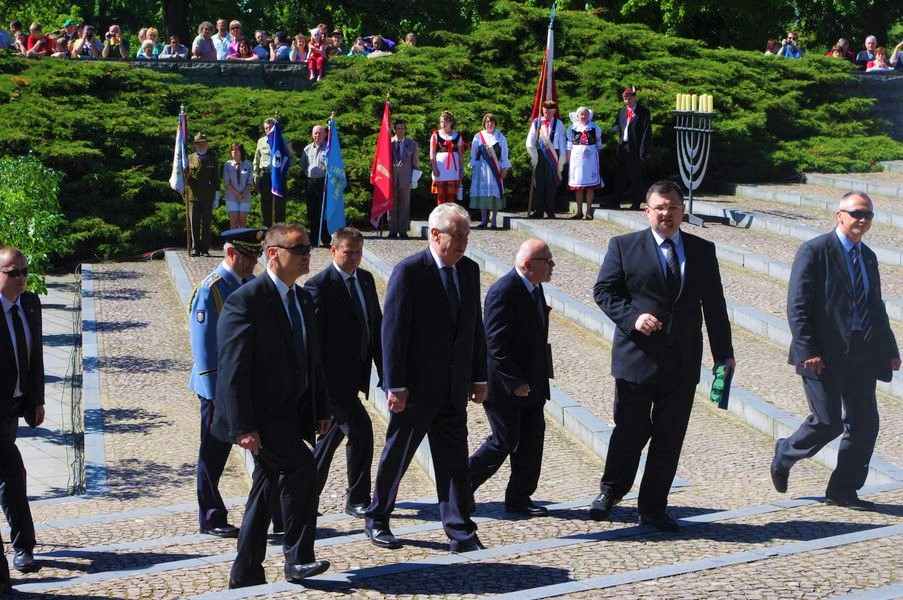
Prezident Miloš Zeman (Terezínská tryzna, 2013)

Tryzna je pietní slavnost konaná na počest a památku zemřelých. Může se jednat jak o malou čistě soukromou slavnost, tak o pravidelnou veřejnou kulturní událost, respektive smuteční shromáždění. V případě veřejně konaného smutečního shromáždění je vhodné, aby nedošlo k narušení důstojnosti a pietního rázu takové akce (např. nadměrným hlukem, dopravním ruchem, politickou propagandou, reklamní akcí, pořizováním selfie apod.).
Slovem tryzna může být někdy označován i významný pietní a pamětní předmět (pietní památník), který je trvale instalován na pamětním pietním místě za účelem uctění památky zesnulých osob.

## Příklady
- Terezínská tryzna